# Villa impériale de Nasu
La villa impériale de Nasu, située dans la ville de Nasu, district de Nasu, dans la préfecture de Tochigi, est une retraite à la disposition de la famille impériale du Japon. Le bâtiment date de 1926, avec une extension réalisée en 1935.